# Шакълтън (ледник)
Ледникът Шакълтън (на английски: Shackleton Glacier) е долинен ледник в Източна Антарктида, Земя Виктория, Бряг Дуфек с дължина 96 km и ширина 8 – 16 km. Води началото си от Полярното плато на около 2000 m надморска височина, в района на масива Робъртс (2774 m, площ 155 km²). „Тече“ на север между хребетите на планината Куин Мод, част от Трансантарктическите планини. От ляво (от запад) се подхранва от по-малките ледници Галъп, Болдуин, Минси, Форман и др., а от дясно (от изток) – от ледниците Занефелд, Лоджи, Макгрегър, Дик, Масам и др. „Влива“ се в южната част на шелфовия ледник Рос.
Ледникът Шакълтън е открит, изследван и заснет чрез аерофотоснимки, на базата на които е картиран от американската антарктическа експедиция 1939 – 41 г., възглавявана от видния американски антарктически изследовател адмирал Ричард Бърд и е наименуван в чест на Ърнест Шакълтън, изтъкнат английски антарктически изследовател.
- Топографска карта на горната част на ледника Шакълтън
- Топографска карта на долната част на ледника Шакълтън